# Begon (Tchad)
Le site métallurgique de Begon (ou Begon II) est situé au sud du Tchad, à environ 150 km de la capitale régionale Moundou.

## Description du site
D'une superficie d'environ 1800 m², le site métallurgique de Begon était utilisé comme source de fer par le peuple Sara. Le fer extrait du site entre les IXe et XIe siècles servait à la production d'outils, d'armes et de monnaie à l'usage des Saras.
Cinquante trois (53) foyers métallurgiques ont été retrouvés lors d'un inventaire réalisé en 2003.
Les espèces florales (en particulier les arbres) visibles sur le site sont toujours les mêmes que celles qui servaient à faire le charbon pour ces fours.

## Patrimoine mondial de l'UNESCO
Ce site fut ajouté à la liste indicative du patrimoine mondial de l'UNESCO le 21 juillet 2005 dans la catégorie culturelle.